# Нарратор группа
Молодая группа Нарратор основалась 31 мая 2023 года в городе Симферополе и с первых шагов завоевала внимание Крымской публики. Композиции построены на жанре панк, но эти музыканты не зацикливаются на определенном жанре, музыка полна свободы и уникальности ! 
1. ↑  Уютный дом нарратаров. Telegram. Дата обращения: 19 августа 2025.